# LMI K-Machine
LMI K-Machine est la machine Lisp de seconde génération de la société LMI réalisée en 1986. Il s'agit d'une version développée en interne qui ne repose donc plus sur la machine du MIT.
La société fera finalement faillite en 1987 avant d'avoir pu vendre la moindre machine.